# Klátova Nová Ves
Klátova Nová Ves este o comună slovacă, aflată în districtul Partizánske din regiunea Trenčín. Localitatea se află la altitudinea de 198 m deasupra n.m., se întinde pe o suprafață de 35,04 km2 și în 2017 număra 1.664 de locuitori. Se învecinează cu comuna Nedanovce.

## Istoric
Localitatea Klátova Nová Ves este atestată documentar din 1293.

## Demografie
| An:                | 1994 | 2004   | 2014   | 2024   |
| ------------------ | ---- | ------ | ------ | ------ |
| Număr de persoane: | 1578 | 1571   | 1618   | 1596   |
| Diferență:         |      | −0,44% | +2,99% | −1,35% |

| An:                | 2023 | 2024   |
| ------------------ | ---- | ------ |
| Număr de persoane: | 1589 | 1596   |
| Diferență:         |      | +0,44% |